# Isocybus matuta
Isocybus matuta är en stekelart som först beskrevs av Walker 1836.  Isocybus matuta ingår i släktet Isocybus och familjen gallmyggesteklar. Inga underarter finns listade i Catalogue of Life.